# Due gemelle in Australia
Due gemelle in Australia (Our Lips are Sealed) è un film del 2000 diretto da Craig Shapiro.

## Trama
Le due gemelle Mary-Kate e Ashley Parker assistono casualmente ad una rapina nella quale vengono coinvolte, così si ritrovano all'FBI che da loro una nuova identità per il programma protezione testimoni e assegna loro un'altra città in cui viviere. Purtroppo le due ragazze sono molto chiacchierone e diranno in tutti i posti in cui andranno che sono del programma protezione testimoni. Alla fine l'FBI dice che l'Australia era la loro ultima possibilità così le gemelle vanno in Australia con i nomi di Maddy e Abby. Inizialmente non vengono coinvolte nei gruppi della loro scuola e si sentono sole ma poi riescono ad entrare nel gruppo più popolare della spiaggia cioè quello di Victoria, una ragazza snob e molto ricca. Intanto i genitori delle ragazze gestiscono un albergo dove un giorno arrivano due ospiti sospetti. Questi ospiti non erano altri che dei parenti lontani del pianificatore della rapina e li aveva mandati lì per recuperare il diamante rubato il quale per sbaglio il rapinatore aveva messo nello zaino di Ashley. I due ospiti cercheranno invano nella stanza delle gemelle il diamante ma Ashley lo ha messo al collo come ciondolo di una collana. Le ragazze intanto fanno amicizia con due ragazzi dei quali si innamoreranno anche, ma saranno costrette a lasciare il gruppo di Victoria, la quale detesta i due ragazzi. Alla fine le gemelle riusciranno a restituire il diamante all'FBI e a smascherare il pianificatore della rapina.